# Taito do Brasil
A Taito do Brasil foi uma fabricante de pinball e fliperama localizada na cidade de São Paulo, Brasil. A empresa iniciou suas atividades originalmente como Trevo Diversões Eletrônicas em 1968 e, em 1972, tornou-se Taito do Brasil. Foi fundada por Abraham "Abba" Kogan, filho do fundador da Taito no Japão, empresa que marcou a era de ouro dos videogames criando jogos como Space Invaders e Arkanoid. Esta filial começou como importadora de componentes de máquinas dos Estados Unidos e do Japão para montagem no Brasil. No entanto, a tributação sobre as importações aumentava constantemente, e a crença do governo brasileiro de que o pinball era um jogo de azar, equiparado a uma máquina de caça-níquel, resultou em regras rigorosas de importação. Em 1976, com as regras estabelecidas pela Comissão de Coordenação das Atividades de Processamento Eletrônico (CAPRE), a importação de máquinas de pinball tornou-se ilegal. Isso criou um problema, pois a popularidade dos jogos de arcade no Brasil vinha crescendo exponencialmente há muitos anos.
Em 1978, com um investimento direto da matriz japonesa, a Taito do Brasil conseguiu construir novas instalações para acomodar o novo padrão de jogos eletrônicos de estado sólido produzidos por outros fabricantes. Por causa das mudanças nas importações, as empresas no Brasil precisaram se reinventar e começaram a criar imitações, ou representações próximas de produtos já existentes que não poderiam mais ser adquiridos. Isso incluía jogos de pinball e arcade. A Taito do Brasil começou a criar jogos copiando designs existentes de máquinas de pinball de sucesso fabricadas no exterior. Enquanto alguns jogos eram quase idênticos no sentido físico, outros tinham a arte bastante alterada. Na maioria dos casos de jogos criados para se parecerem com seus equivalentes de outros fabricantes, o nome da máquina foi alterado, os efeitos sonoros modificados e, muitas vezes, passaram por uma modificação nas regras do jogo. Esse foi o caso de um jogo feito pela Taito chamado Oba Oba. O layout do campo de jogo era uma cópia do Bally Playboy, mas com arte alterada, agora baseado em um teatro localizado no Rio de Janeiro. Entretanto, outros estavam muito mais próximos dos jogos originais, como é o caso de Drakor, que é quase idêntico ao Gorgar da Williams Electronics.
A máquina de pinball de maior sucesso comercial da Taito do Brasil foi a Cosmic, um clone do arcade Galaxy, da Stern Electronics.
Além disso, a partir do final da década de 1970, a Taito do Brasil começou a criar clones de jogos de arcade, também conhecidos como bootlegs. O único hardware disponível para eles era uma placa de arcade originalmente criada pela empresa japonesa Nichibutsu para um jogo chamado Moon Cresta (1980). Versões piratas de jogos existentes foram alteradas para rodar neste hardware. Outras pequenas alterações foram implementadas no código do software, incluindo texto e efeitos sonoros. No total, foram produzidas 21 adaptações diferentes, incluindo jogos populares como Zig Zag, uma redistribuição de Dig Dug da Namco, e Missile X, um clone de Missile Command da Atari.
A Taito do Brasil fechou suas portas em 1985 após uma série de acontecimentos infelizes. Michael Kogan, o fundador da matriz japonesa, Taito Corporation, morreu em uma viagem de negócios aos Estados Unidos no início de 1984. Isto deixou grande parte do controle da Taito Corporation para os funcionários da empresa, que estavam menos entusiasmados com suas subsidiárias. Isso se somou a uma queda acentuada na popularidade do pinball em todo o mundo, como resultado da popularidade dos videogames de arcade, o que levou à decisão de fechar a Taito do Brasil em 1985. A empresa foi liquidada e todas as suas dívidas foram honradas sem a necessidade de falência. A Kyocera do Japão comprou o que restava da Taito Corporation em 1986.

## Maquinas de Pinball
A maioria das datas de fabricação são desconhecidas.

### Eletromecânicas
- Check Mate
- Crown Soccer Special (1967)
- Lucky Strike[5]

### Eletrônicas de estado sólido
O jogo original no qual é baseado é mostrado entre parênteses. 
- Apache, 1978 (Layout do campo de jogo igual ao Fast Draw (Gottlieb, 1975))
- Black Hole, 1981 (semelhante ao Black Hole (Gottlieb, 1981))
- Cavaleiro Negro, 1980 (semelhante ao Black Knight (Williams Electronics, 1980))
- Criterium 77, 1977 (semelhante a Criterium 75 (Recel, 1975)
- Cosmic, 1980 (Quase idêntico ao Galaxy (Stern Electronics, 1980))
- Drakor, 1979 (Quase idêntico ao Gorgar (Williams Electronics, 1979))
- Fire Action, 1980 (Semelhante ao Firepower (Williams Electronics, 1980))
- Fire Action Deluxe, 1983 (o layout do campo de jogo é o mesmo do Firepower II (Williams Electronics, 1983) mas contém a arte do Firepower original)
- Football, 1979 (semelhante ao World Cup (Williams Electronics, 1978))
- Gemini 2000, 1982 (semelhante ao Flight 2000 (Stern Electronics, 1980) em conceito, entretanto o layout do campo de jogo é do Centaur (Bally, 1981))
- Gork, 1982 (Semelhante ao Sky Jump (Gottlieb, 1974))
- Hawkman, 1983 (Layout do campo de jogo semelhante ao Fathom (Bally, 1981) mas com arte e regras diferentes)
- Hot Ball, 1979 (Semelhante ao Eight Ball (Bally, 1977))
- Lady Luck, 1978 (Apresentando arte semelhante ao Mata Hari (Bally, 1978))
- Lucky Strike, 1978 (tema de boliche)
- Lunelle, 1982 (O layout do campo de jogo é do Alien Poker (Williams Electronics, 1980) mas com arte diferente)
- Meteor, 1979 (quase idêntico ao Meteor (Stern Electronics, 1979))
- Mr. Black, 1984 (layout do campo de jogo semelhante ao Defender (Williams Electronics, 1982) mas com um tema diferente)
- Oba Oba, 1979 (O layout do campo de jogo é o mesmo do Playboy (Bally, 1978) mas é temático de um clube no Rio de Janeiro)
- Polar Explorer, 1983 (semelhante ao Pinball Champ (Zaccaria, 1983))
- Rally, 1980 (semelhante ao Skateball (Bally, 1980) mas sem um flipper)
- Roman Victory, 1978 (Jogo com tema romano)
- Saloon, 1978 (Tema faroeste)
- Shark, 1982 (Tema náutico)
- Shock, 1979 (quase idêntico ao Flash (Williams Electronics, 1979))
- Snake Machine, 1981 (alguns elementos do jogo retirados do Viper (Stern Electronics, 1981))
- Space Patrol, 1978 (Tema espacial, inspirada nos quadrinhos dos anos 50 Space Patrol)
- Space Shuttle, 1982 (quase idêntico ao Space Shuttle (Williams Electronics, 1984) feito sob a marca 'Mecatronics')
- Speed Test, 1982 (layout do campo de jogo do Vector (Bally, 1982) mas com arte diferente)
- Sultan, 1979 (quase idêntico ao Sinbad (Gottlieb, 1978))
- Sure Shot, 1981 (semelhante ao Eight Ball Deluxe (Bally, 1981))
- Titan, 1981 (semelhante ao Barracora (Williams Electronics, 1981))
- Vegas, 1980 (Quase idêntico a outro jogo da Taito, Lady Luck, mas com alterações)
- Volcano, 1981 (semelhante ao Volcano (Gottlieb, 1981))
- Volley, 1981 (Jogo com tema de vôlei)
- Vortex, 1981 (Jogo com tema de fantasia)
- Zarza, 1982 (semelhante ao Xenon (Bally, 1980) mas com efeitos sonoros diferentes)

## Jogos de Arcade
O jogo original no qual é baseado é mostrado entre parênteses. 
- Sandwich/X-salada (BurgerTime)
- Zig Zag (Dig Dug)
- Kong (adaptado de Crazy Kong, outro clone de Donkey Kong)
- Big Flyer (Fly Boy)
- Jump (Frogger)
- Fantastic (Galaga)
- Attack Galactica (Galaxian)
- Speed Race (Grand Champion)
- Super Fantastic (Gaplus)
- Missile X (Missile Command)
- Star Crest (Moon Cresta)
- Stock Car (New Rally-X)
- Condor (Phoenix)
- Piranha (Phunky Fish)
- Polaris II (Polaris)
- Commander (Scramble)
- Fighting (Super Cobra)
- Time Fighter (Time Pilot)
- Olympics (Track & Field)
- Caçapa (Video Hustler)
- Columbia (Xevious)
- Elepong (Pong)

## Ligações Externas[4]
- A curiosa história da Taito no Brasil, 1968–1985
- Internet Pinball Database lista de jogos da Taito
- A História da TAITO [+TAITO do BRASIL] (Internet Archive)

1. ↑  «A curiosa história da Taito no Brasil, 1968–1985». augustocampos.net. Consultado em 21 de janeiro de 2025
2. ↑  Martinez, André (19 de março de 2020). A história da Taito no Brasil. Richard Veiga, Ivo Vagner Simas, Geraldo Martinez, Carlos André Guizzo. [S.l.]: André Luiz Gonçalves Martinez
3. ↑  «The Virtual Pinball Forums». VPForums.org (em inglês). Consultado em 21 de janeiro de 2025
4. ↑  «The Internet Pinball Machine Database». www.ipdb.org. Consultado em 21 de janeiro de 2025